# Бонагура, Романо
Романо Бонагура (итал. Romano Bonagura, 15 октября 1930, Равенна, Эмилия-Романья — 30 октября 2010, Казальпустерленго, Ломбардия) — итальянский бобслеист, серебряный призёр зимней Олимпиады 1964 года в Инсбруке.
Активно участвовал в международных соревнованиях с конца 1950-х до середины 1960-х годов. На Олимпиаде в Инсбруке в мужской «двойке» завоевал серебряную медаль.
Также был обладателем шести медалей чемпионатов мира FIBT:
- «золото» в «четверке» (1963),
- четыре «серебра» — «двойки» (1962 и 1963), «четверки» (1959, 1962),
- «бронза» — «двойка» (1961).